# 十五歳の船長
『十五歳の船長』（じゅうごさいのせんちょう、Un capitaine de quinze ans）はジュール・ヴェルヌの冒険小説。雑誌掲載後、驚異の旅シリーズとして1878年に出版された。
この小説はジュール・ヴェルヌの最も楽観的な作風の時代を反映して、最も完成度が高く読みやすい作品のひとつとされており、若い読者にとって主人公に感情移入しやすい内容となっている。

## ストーリー
ブリガンティンの捕鯨船「ピルグリム号」（巡礼の意味）は、ハル船長の指揮のもと、母港のサンフランシスコに向かっていた。これまでのところ、期待したような成果は得られず、ピルグリム号は帰港の途中で、オークランドのワイテマタ港に停泊していた。
ハルはより良い人材を求め、乗組員の入れ替えを予定している。しかし、有能な船員はすでに他の船で乗務していた。ハルはチリのバルパライソに行きたいと考えており、プリシラ・ウェルドン、幼い息子のジャック、変わり者の昆虫学者であるベネディクト、そしてジャックの乳母ナンという面々を乗せ、ピルグリム号でオークランドを発った。プリシラはピルグリム号の船主であるジェームズ・W・ウェルドンの妻で、ニュージーランドからカリフォルニアへの帰郷を希望している。
ピルグリム号の乗組員は海上で難破船のヴァルデック号から5人のアメリカ黒人、ヘラクレス、トム、バット、オースティン、アクテオンと大型犬のディンゴを救助した。ディンゴは乗船するやいなや、船の料理長であるネゴロの喉元に跳びかかった。

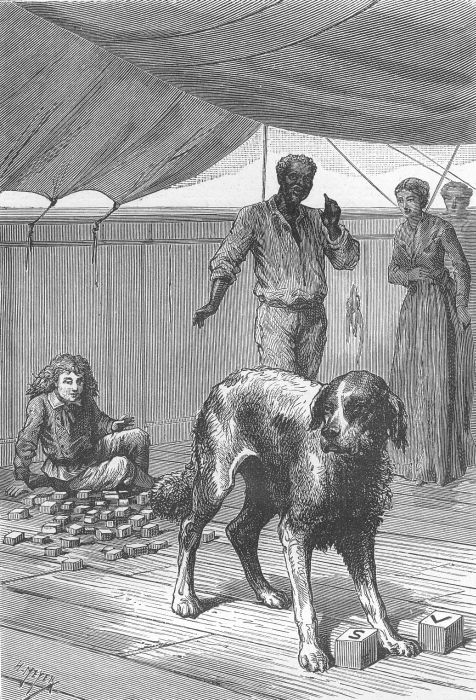
ディンゴはSとVの積み木をくわえて...

ジャックがアルファベットの積み木で遊んでいると、ディンゴはSとVの2個の積み木をくわえて行ってしまう。 ハルはSVが大西洋のコンゴ川の河口からインド洋のデルガドまでのアフリカ横断に挑んだが遭難してしまった探検家、サミュエル・ヴァーノン (Samuel Vernon) のイニシャルかもしれないと思った。
しばらくして、ピルグリム号は重さ100トンに及ぶアカボウクジラの仲間に遭遇する。彼らは不漁の埋め合わせとして、その鯨を獲ることにした。彼らは十五歳の船員ディック・サンドをピルグリム号に残してディンギーに乗った。しかし、捕鯨者が銛を撃つ前にディンギーが沈められ、サンドとポルトガル人の料理長ネゴロを除く乗組員全員が死亡してしまった。
サンドは乗客の支持を得て船長の職務を引き継いだ。ネゴロだけはそれに同意しなかったが、しぶしぶ従う。それまでの乗客は船員となり、南アメリカの海岸に向かう途中、ピルグリム号は嵐に遭遇する。
しばらくして、サンドはネゴロが船の羅針盤をいじっているところを捕まえた。すでに第2羅針盤も壊され、測定ログの接続ケーブルが切断されて針路と位置が測定できなくなっていた。
彼らはイースター島と思われる島を通り過ぎる。長い航海の末に陸地が見えてくると、彼らは船を接岸させようとする。ピルグリム号はサンゴ礁に乗り上げ、砂浜でサンドとその仲間たちはハリスというアメリカ人に会う。ハリスは彼らにボリビアの海岸にいることを告げる。ハリスは彼らをアシエンダに導き、ここから旅を続けることを勧め、彼らは提案を受け入れた。
一方、ネゴロは以前から彼らと距離を置いていた。少年の心を持ったベネディクトは小さな眼鏡をかけたユーモアがある男で、彼は昆虫のこと以外は考えておらず、虫眼鏡と胴乱を常に持ち歩いている、いわゆる利口な愚者である。
内陸へ進んでいくと、一行はボリビアでは見られないキリンやカモシカなどの動物と出くわす。一行は疑いを持つが、ハリスによってなだめられる。彼は夜のキャンプ中にライオンが現れたときに行方をくらましている。
一行は、自分たちがいるのは南アメリカではなく、アフリカ、より正確にはアンゴラであることを知る。あのとき通り過ぎた島はイースター島ではなくトリスタンダクーニャだった。
ジャングルの中で、ハリスは一行を追ってきたネゴロに会う。たしかに、ネゴロは羅針盤を操作し、ピルグリム号をアンゴラの海岸まで誘導した。ハリスとネゴロはカゾンデ村をなわばりとする奴隷ハンターのギャングに所属していた。彼らは黒人を奴隷として売るつもりだった。

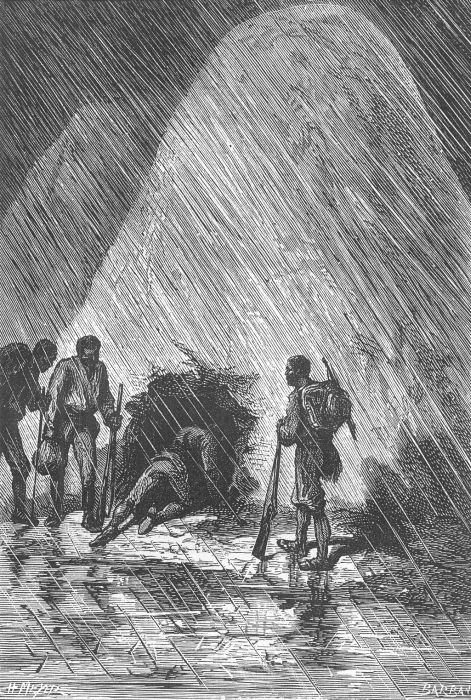
豪雨を避けて一行はアリ塚の中へ

一方、旅行者たちは海岸に戻る。土砂降りに遭い、彼らは無人のシロアリの塚の中に避難した。中に雨水が入ってきたので、彼らは天井に穴を開けて上に逃げようとした。
ところが、彼らはそこでアラブの奴隷ハンターやポルトガルの兵士たちとともにカゾンデの奴隷市場に向かう途中の地元の奴隷貿易業者に襲われ、捕らえられる。ヘラクレスとディンゴだけが逃げ延びて茂みに隠れた。旅行者たちは離れ離れとなり、ナンは他の多くの捕虜と共に過労のために死んでしまう。
カゾンデではアルベスという奴隷貿易商の手引きで、トム、バット、オースティン、アクテオンが奴隷市場でザンジバルに売られた。ハリスはサンドにウェルドン夫人とジャックは疲れ果てて死んだと自慢げに話した。怒ったサンドはハリスをナイフで刺す。サンドはカゾンデの王であるモイニ・ルンガによって死刑を宣告された。
アルコール依存症のルンガはアルベスに酒宴の準備を命じ、アルベスとネゴロは100リットルも入る銅製の大釜でパンチ酒を準備する。したたかに酔った王は火のついた棒で熾火を着けたが、うっかり酒をこぼして身体に火が着いてしまう。彼を助けようとしたもう1人の側近も身体に火が着き、王と側近は生きたまま火刑に処された。

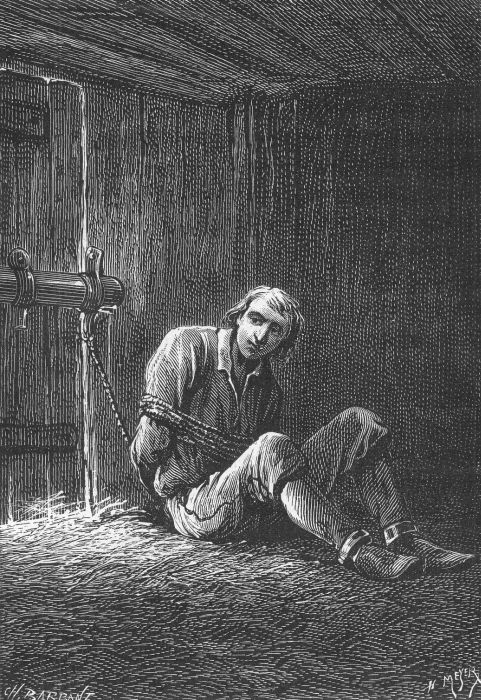
囚われたディック・サンド

王の葬儀では、側室や奴隷も一緒に埋葬されることになっていた。モイニ・ルンガは殺された側室の女性とともに、水の涸れた川底に埋葬されることになり、サンドは、再び氾濫する川底で溺死させられることになった。
しかし、ウェルドン夫人とジャック、ベネディクトは死んでおらず、アルベスの経営する工場で働かされていた。彼らの待遇は他の者たちよりはましだった。
ネゴロは、船主のウェルドンに夫人とジャック、ベネディクトの身代金を要求するため、ウェルドン夫人に夫への手紙を書くよう命令する。夫人は拒否するが、カゾンデに来ると信じていたディヴィッド・リヴィングストンが死んだことをアルベスから聞かされ、観念して手紙を書くことを承諾する。
一方、昆虫への飽くなき情熱が認められたベネディクトは工場労働から開放されたが、眼鏡を取られてしまった彼は、小さい虫を探してモグラのトンネルに入ってしまう。
突然、集中豪雨がカゾンデを襲い、作物を壊滅させ、飢饉の危機にさらした。祈祷師の祈りもむなしく、女王の提案でアンゴラ北部に住む有名な魔法使いを呼び寄せることとなった。
数日後魔法使いがやってきたが、それは扮装したヘラクレスであり、囚われた人々は牢獄から解放された。ヘラクレスはその迷信深い人々に、この大雨は白人によって引き起こされたものだと信じ込ませた。
サンドはウェルドン夫人、ヘラクレス、ディンゴ、ジャック、ベネディクトとともにピローグでコンゴ川の支流を下り、海岸に向かった。サンドは処刑をまぬがれ、彼らはコンゴの滝の前に上陸した。
ジャングルを行くと、ディンゴは彼らをある小屋に導いた。小屋の外には樹木があり、幹にはSVと刻まれてあった。小屋の中には骸骨が横たわり、そばに黄ばんだ遺書があった。骸骨はディンゴの飼い主であるサミュエル・ヴァーノンの遺体であった。ここでSVの謎が解けた。ヴァーノンの主人であるネゴロは彼を殺したのである。

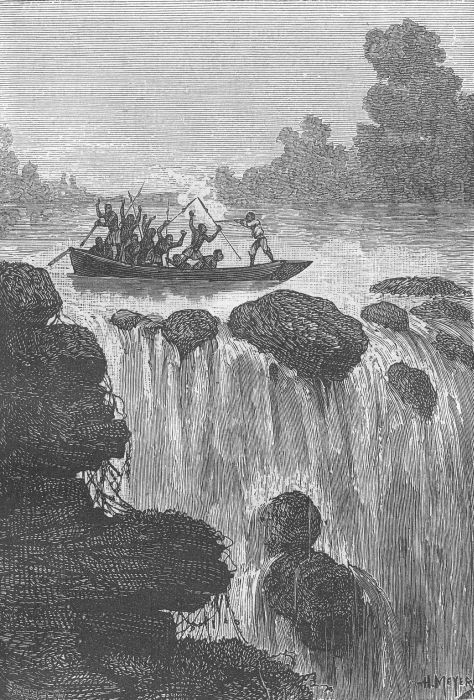
ピローグは滝をくだる

ちょうどその時ネゴロが現れたのを見たディンゴはネゴロに向かって突進し、ネゴロとディンゴは闘争の末に共倒れとなった。ヘラクレスの助けで一行はふたたびピローグに乗る。ネゴロの仲間である多くの原住民が彼を襲撃し、サンドは敵の頭目を銃で撃ち、彼らの櫂を破壊した。闘争の末、サンドのピローグは滝から落下したが、乗船者は何とか生き残った。
仲間たちはポルトガルの隊商に拾われ、ボーマに連れられたあと、彼らはサンフランシスコ行きの船に乗り、ようやく帰途につくことができた。ウェルドンはサンドを養子縁組し、ヘラクレスも引き取った。
サンドはウェルドンの後援で船長となり、トム、バット、オースティン、アクテオンもウェルドンの数年におよぶ調査の末に、マダガスカルの腰布織り工場で働いていることが判明した。ウェルドンは彼らを引き取ってサンフランシスコに呼び寄せ、サクラメントの紡績工としての職を斡旋し、サンドとも引き合わせた。

## 解説

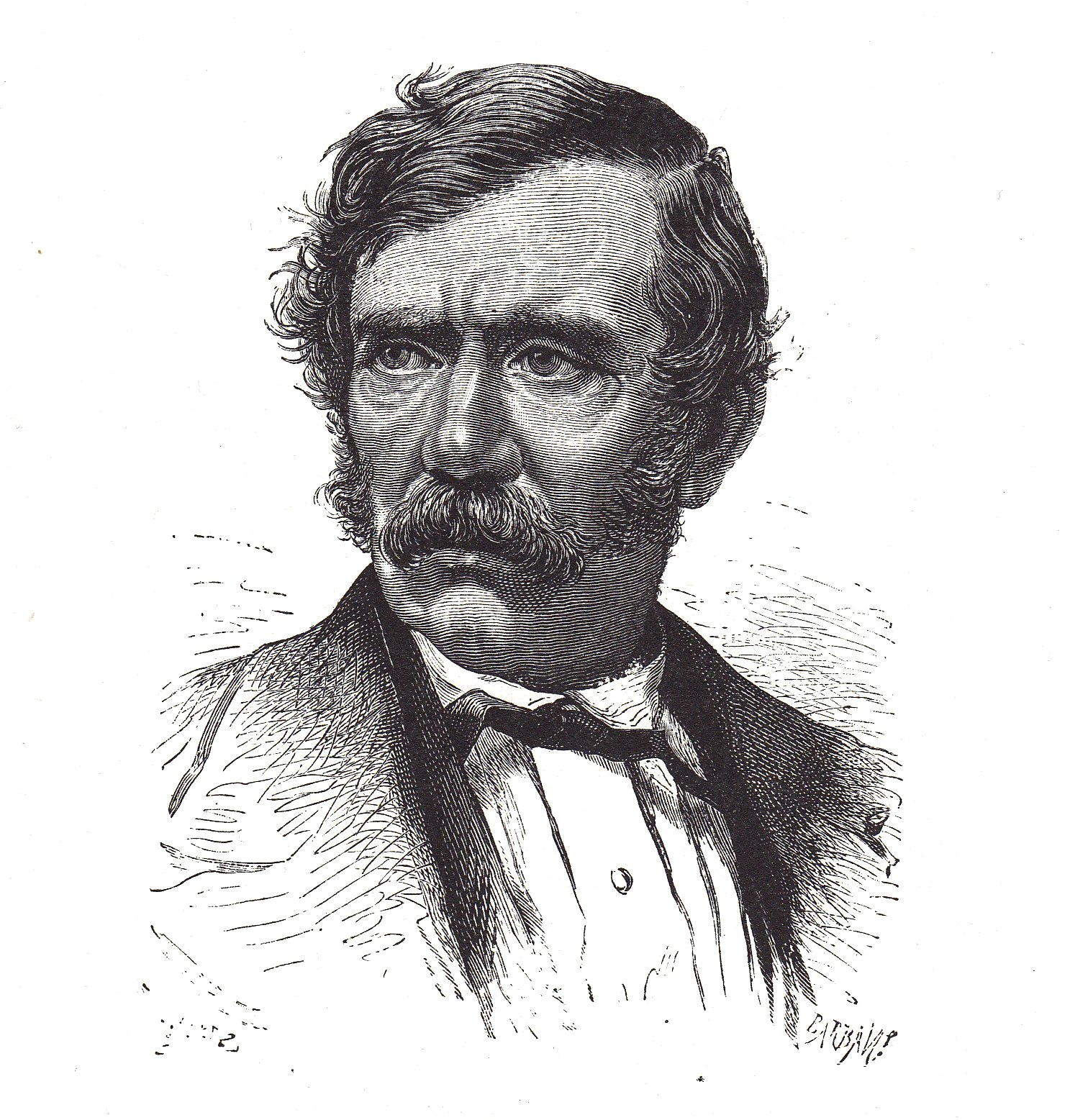
デイヴィッド・リヴィングストン

この小説では、子供が大人になるときに経験する苦難や儀式的な教訓が書かれ、昆虫学や奴隷制への非難、復讐などの要素が含まれている。これらのテーマは、「十五少年漂流記」や「南アフリカでの3人のロシア人と3人のイギリス人の冒険」などでも見られる。一方、ベネディクトは「グラント船長の子供たち」の登場人物であるジャック・パガネルと共通点がある。また、1873年にアフリカ探検中に病死した、デイヴィッド・リヴィングストンについても言及されている。

## 主な登場人物
- ハル大尉 - ピルグリム号の船長

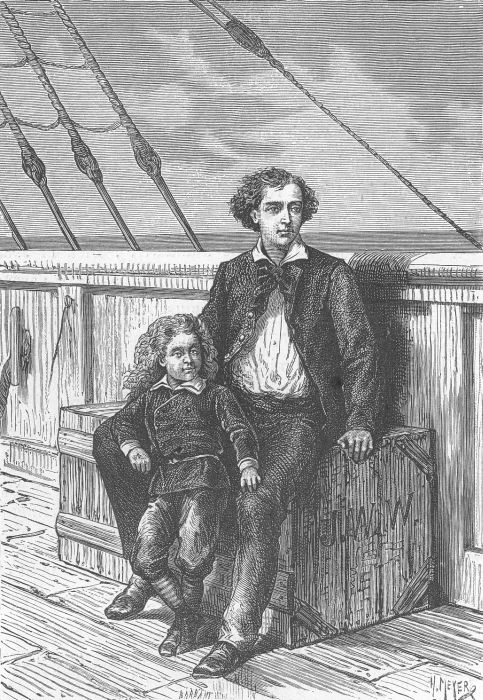
ディック・サンド（右）とジャック

- ディック・サンド - ピルグリム号の船員、15歳
- ジェームズ・W・ウェルドン - ピルグリム号の船主
- プリシラ・ウェルドン - ウェルドンの妻
- ベネディクト - 昆虫学者、ナンのいとこ
- ジャック - ウェルドンの息子
- ナン - ジャックの乳母
- ネゴロ - ピルグリム号の料理長
- ヘラクレス、トム、バット、オースティン、アクテオン - ヴァルデック号の乗組員
- ディンゴ - ヴァルデック号の飼い犬
- モイニ・ルンガ - カゾンデ村の王
- アルベス - ポルトガルの奴隷商人、モデルはホセ＝アントニオ・アルベス
- ハリス - アメリカの奴隷ハンター

## 出版
『十五歳の船長』は、1878年1月1日から1878年12月15日にかけて、教育娯楽雑誌に連載され、驚異の旅シリーズとして年内に刊行された。

### 日本語訳版
- 塚原亮一訳『ベルヌ冒険名作選集10 十五才の冒険船長』岩崎書店　1960年 - 山内秀一挿絵
- 土居寛之・荒川浩充訳『少年船長の冒険』角川文庫　1981年、ISBN 978-4-0420-2208-4

## 映画化
『十五歳の船長』は何度か映画化されている。
- 十五歳の船長 (1945年の映画)（ロシア語版） - ワシリー・ユラビエフ監督、Vsevolod Larionov主演のモノクロ作品
- 十五歳の船長 (1974年の映画)（フランス語版） - フランス・スペイン合作による、ジェス・フランコ監督作品
- 海の悪魔たち - Juan Piquer Simón監督の1982年スペイン制作の冒険映画
- ピルグリム号の船長（ロシア語版） - 1986年、ソビエト制作の冒険映画

ソビエト制作の映画では、何人かの登場人物が生き残るなど、オリジナルとは異なる部分がある。